# Mimenicodes aureovitta
Mimenicodes aureovitta är en skalbaggsart som beskrevs av Stefan von Breuning 1953. Mimenicodes aureovitta ingår i släktet Mimenicodes och familjen långhorningar. Inga underarter finns listade i Catalogue of Life.